# Aaron Armstrong
Aaron Armstrong (ur. 14 października 1977) – trynidadzko-tobagijski lekkoatleta, sprinter.
W 2008 biegł na trzeciej zmianie reprezentacyjnej sztafety 4 × 100 metrów w eliminacjach podczas igrzysk olimpijskich w Pekinie. W finale zastąpił go Emmanuel Callender, ale Armstrongowi również przypadł złoty medal za zwycięstwo miejsce w biegu finałowym (po dyskwalifikacji sztafety Jamajki). W 2010 roku zdobył brązowy medal w biegu na 100 metrów podczas igrzysk Wspólnoty Narodów. W 2011 zdobył srebrny medal mistrzostw Ameryki Środkowej i Karaibów w 4 × 100 metrów. W tym samym roku wystąpił na mistrzostwach świata w Daegu, na których odpadł w eliminacjach biegu na 100 metrów, a wraz z kolegami z reprezentacji, zajął 6. miejsce w sztafecie 4 × 100 metrów. W 2012 zajął 8. miejsce w biegu na 100 metrów podczas mistrzostw kraju, przez co nie pojechał na igrzyska olimpijskie do Londynu.

## Rekordy życiowe
- bieg na 100 m – 10,03 s (2009)
- bieg na 200 m – 20,08 s (1999)

26 lipca 2008 w Londynie sztafeta 4 × 100 m Trynidadu i Tobago w składzie Darrel Brown, Marc Burns, Armstrong oraz Richard Thompson ustanowiła do dziś aktualny rekord kraju 38,00 s.